# 水晶教堂

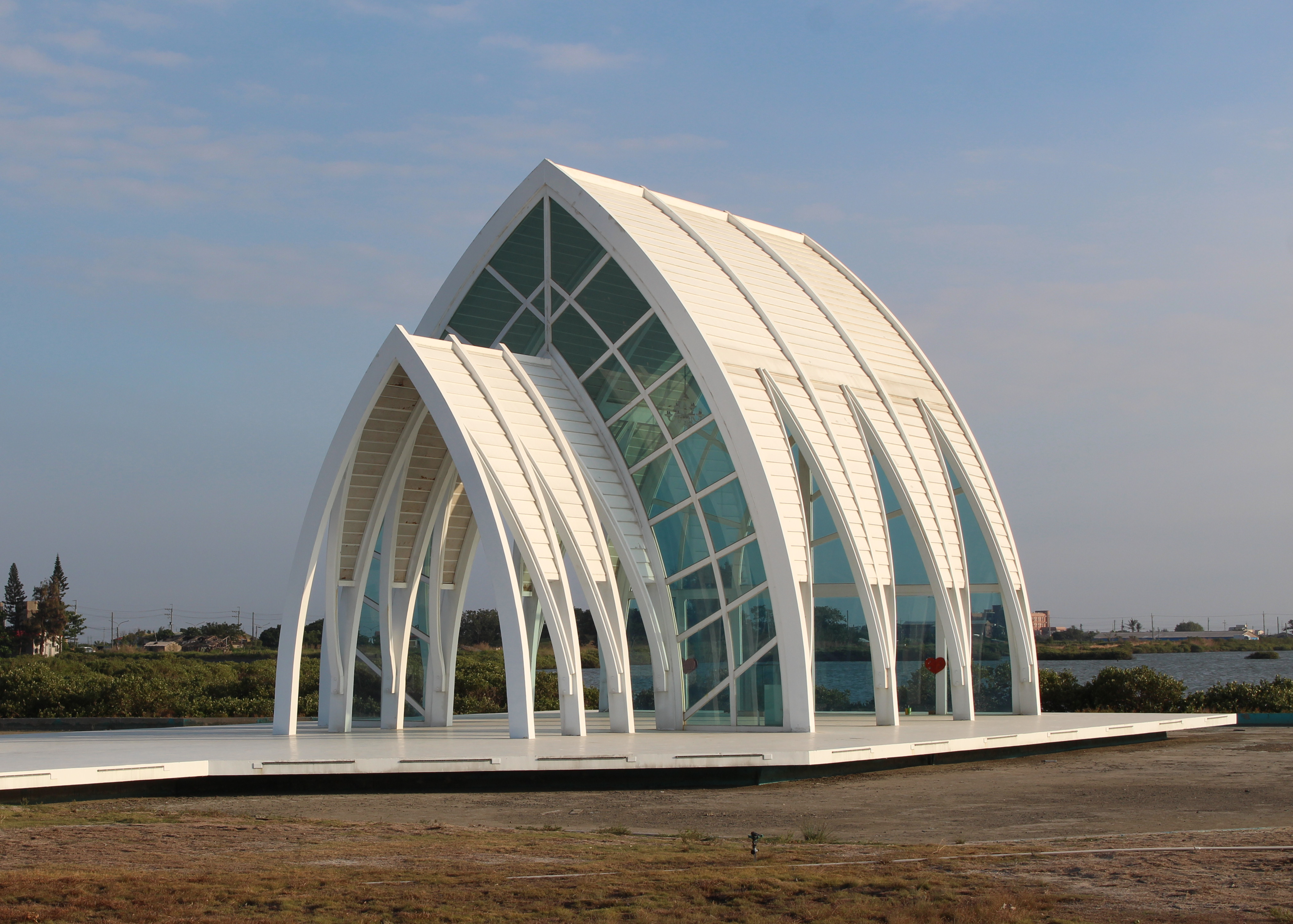
北門水晶教堂

水晶教堂是位於臺南市北門區的大型裝置藝術景點。鄰近北門遊客中心，於2014年落成。雖名為教堂，但不是基督教宗教場所，未有牧師或神父等神職人員駐在，與高跟鞋教堂同為無宗教性的西式結婚禮堂及婚紗拍攝地點。

## 建造緣由
臺南市政府觀光局為刺激臺南濱海遊憩的人次，在昔為北門洲北鹽田與中洲鹽田交界一帶建設教堂，因當地曾經烏腳病盛行，因此也結合了撫慰無數烏腳病患的教會意念。

## 建築特色

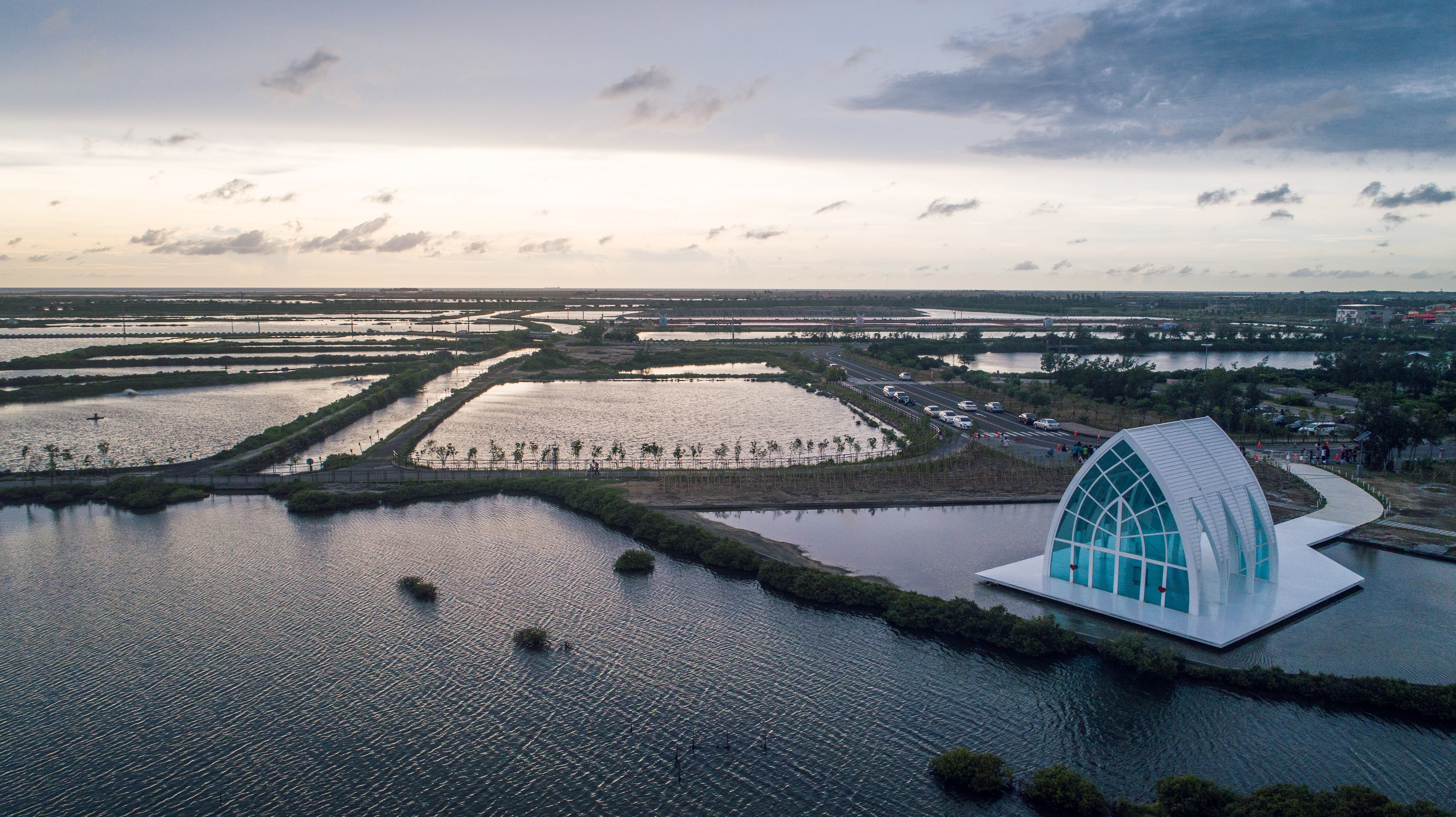
傍晚的北門水晶教堂

因早期皆為鹽田，地形空曠平坦只有許多凸出的鹽堆，因此外形象徵鹽田中的大鹽堆連結著小鹽堆，其外型也貌似關島海之教會，色調以鹽的白色為主，並取結晶鹽的晶瑩剔透為發想之一，在晴朗時，白色的教堂搭配周圍的水面倒影，彷彿置身於異國。夜間則會點燈，別有風情。

## 反響
由於水晶教堂以婚禮教堂為主題，造形特殊，導致還未完工就先造成轟動，完工後更成為著名打卡景點，吸引大批遊客前往，龐大的人潮也間接促成高跟鞋教堂的興建。但北門一帶以鹽鄉為名，硬是置入「跟地方較無連結性」的異國風情建築，雖帶動人潮，卻忽略了在地的歷史文化，因此也遭到部分居民的批評。另外，此類一次性的景點，雖然剛開始很熱門，但退燒後遊客也隨之減少，目前相關單位也做出補救辦法，期望讓遊客停留，或者願意再來。

## 外部連結
1. ↑  中華民國交通部觀光局. . （原始内容存档于2019-01-26）.
2. 1 2  TravelKing旅遊王. . TravelKing旅遊王.   [2019-01-28]. （原始内容存档于2019-01-28） （中文（臺灣））.
3. ↑  . （原始内容存档于2019-01-28）.
4. ↑  雲嘉南濱海國家風景區. . （原始内容存档于2019-01-30）.
5. ↑  . ETtoday 旅遊雲.   [2019-02-14]. （原始内容存档于2019-02-15） （中文（繁體））.
6. ↑  中時電子報. . 中時電子報.   [2019-02-14]. （原始内容存档于2019-02-15） （中文（臺灣））.
7. ↑  . tw.news.yahoo.com.   [2019-02-14]. （原始内容存档于2019-02-14） （中文（臺灣））.